# Incastellamento in Sicilia nell'Alto Medioevo
La dinamica dell'incastellamento in Sicilia durante i secoli dell'alto Medioevo, pur con tutte le imprecisioni dovute alla scarsità delle fonti documentarie quasi inesistenti fino all'XI secolo, si delinea con caratteristiche del tutto peculiari e specifiche, non permettendo un parallelo proficuo con altre aree geografiche meglio studiate.

## Età bizantina (527-827)
Con l'avanzata degli Arabi nell'Africa settentrionale e la caduta delle principali roccaforti bizantine dell'Egitto, della Cirenaica e del Maghreb, la Sicilia, per la sua posizione geografica al centro del Mar Mediterraneo, divenne per l'Impero romano d'Oriente la retrovia immediata del fronte di guerra africano e ben presto un obiettivo delle incursioni musulmane. La prima incursione nell'isola data al 652. D'altra parte, il ruolo centrale della Sicilia è confermato dalla presenza a Siracusa, tra il 663 e il 668, della corte dell'imperatore bizantino Costante II (641-668). Vennero anche introdotti alcuni meccanismi che anticipavano l'ordinamento tematico, ma senza che questo comportasse un potenziamento delle opere di difesa, tant'è che dopo l'uccisione di Costante II i musulmani assalirono e saccheggiarono Siracusa.
Di fatto, le prime scorrerie musulmane nel VII secolo avranno come effetto immediato quello della tendenza alla frammentazione ulteriore dell'abitato nelle campagne e dei rifugi verso luoghi naturalmente difesi. La consuetudine dell'abitato in grotta e di fortilizi scavati nella roccia è molto diffusa in Sicilia, soprattutto sull'altopiano ibleo, e le fonti arabe relative alla conquista citano più volte gruppi di grotte adibite ad abitazioni (giran) o addirittura una hisn al giran ('fortezza delle grotte').
Soltanto a partire dalla tarda età bizantina, la perdita definitiva dell'Africa settentrionale e i più frequenti attacchi diretti musulmani verso le coste siciliane, nonché la centralità mediterranea dell'isola, sempre più importante nella linea di difesa dell'impero bizantino, dovettero determinare una spinta verso l'incastellamento e la concentrazione dell'abitato già a partire dall'VIII secolo, accompagnata da una militarizzazione della società e dell'amministrazione siciliana e ciò in rapporto diretto con la costituzione del thema di Sicilia (692-695). I themata furono unità amministrative a carattere decisamente militare, derivate dalla sistemazione delle truppe nei territori di colonizzazione (la parola greca thema, infatti, significava originariamente corpo d'armata).
Ai soldati veniva attribuita la proprietà, trasmissibile ai discendenti, di una quota dei fondi in cambio di servizio militare obbligatorio ed ereditario; a capo di ogni thema stava lo stratego, cui spettava il comando militare ed il controllo sulle autorità civili all'interno della propria giurisdizione. I vantaggi erano molteplici: dalla riduzione delle spese militari alla risoluzione del problema del vettovagliamento, nonché all'ampliamento indolore dei contingenti miliari disponibili. In Sicilia, la riforma tematica ebbe luogo tra il 692 e il 695, dopo la caduta in mano araba di Cartagine, e deve intendersi non soltanto come risposta alle esigenze antiarabe di militarizzazione difensiva, ma anche quale strumento più duttile per fronteggiare le difficoltà interne incontrate dopo la politica dispotica di Giustiniano II. In seguito al nuovo ruolo di terra di confine giocato dalla Sicilia nello scacchiere politico-militare del Mediterraneo, era necessario, quindi, potenziare il sistema difensivo dell'isola con la costruzione o il restauro di muri di cinta e castelli e con un maggiore controllo della flotta sul mare siciliano. I bizantini, per far ciò, approfittarono di un momento di tregua delle incursioni islamiche dovuto alla crescente resistenza berbera nell'Africa settentrionale.
Una testimonianza indiretta di questa precoce rivoluzione castrale ed alcune delle sue caratteristiche si ha dalle fonti arabe relative alla conquista. Già la semplice lista delle città pervenutaci tramite lo geografo arabo al-Muqaddasi, infatti, dimostra che la linea difensiva dei Bizantini riprendeva i siti in località montane già naturalmente difesi e frequentati in alcuni casi quasi ininterrottamente dall'VIII o VII secolo a.C. Essi, inoltre, rilanciarono, potenziandole, le realtà urbane preesistenti, tanto in relazione con i porti principali che all'interno.
Ibn al-Athīr, storico musulmano vissuto tra il XII ed il XIII secolo, ma che utilizza fonti più vicine al periodo della conquista, ci tramanda: "ristorarono ogni luogo dell'isola, munirono i castelli ed i fortilizi ed incominciarono a far girare ogni anno nella stagione intorno alla Sicilia delle navi che la difendevano". Al-Nuwayri (XIII-XIV secolo) riferisce che "il paese fu ristorato d'ogni parte dai Rūm, i quali vi edificarono fortilizi e castelli, né lasciarono monte che non v'ergessero rocca". La Sicilia quindi era costellata da decine di abitati fortificati, che gli Arabi dovettero conquistare uno dopo l'altro nell'arco di oltre sessant'anni.
I dati archeologici concernenti questo periodo sono pochi e di difficile lettura. Sull'acropoli di Selinunte è stato messo in luce un recinto fortificato di metri 35 x 40, col lato nord munito di due piccole torrette agli angoli. Per l'edificazione del fortino sono stati usati blocchi di reimpiego dai templi greci: rocchi di colonne, conci squadrati, elementi di trabeazione e capitelli. Sulla base di confronti con simili fortilizi nordafricani è stata proposta una datazione della struttura ad un arco di tempo compreso tra il V ed il IX secolo. Tale fortificazione costituisce in Sicilia un unicum, dal momento che la maggior parte delle strutture fortificate pervenuteci di questo periodo è relativa a cinte murarie urbane (Ragusa, Siracusa, Messina, Centuripe, Tindari, Rometta, Enna, Cefalù, Taormina, Caltavuturo, Caltabellotta).
In conclusione, la strategia difensiva dei Bizantini in Sicilia, considerata la natura del territorio, privo di forti barriere naturali, ed il suo essere isola in un mare non più sicuro, era stata quella di fortificare i porti principali e le città dell'interno, arroccate nell'area delle acropoli, e di costruire ex novo fortezze in luoghi strategicamente importanti; inoltre, venne stanziato un grosso contingente militare in una posizione centrale e considerata favorevole per la difesa del thema: il Castrum Hennae. Da qui, infatti, i Bizantini erano teoricamente in grado di fare intervenire rapidamente le truppe, ove necessario. Un incastellamento diffuso su tutto il territorio fece sì che la perdita di piazzeforti rilevantissime, come Enna (nota come Urbs Inexpugnabilis per il suo grandioso Castello di Lombardia) o Siracusa, non comportò la disfatta totale ed il crollo dell'intera struttura difensiva.

## Età islamica (831-1072)
Più difficile e sfumata è la realtà degli insediamenti fortificati d'età islamica. La toponomastica di etimo arabo relativa a numerosi siti forti non può essere assunta a testimonianza di un incastellamento di periodo islamico. Infatti, la lingua araba rimase ancora per molto tempo in uso anche sotto i normanni. Essi, è facile ipotizzare che non abbiano smantellato la rete difensiva delle fortezze bizantine, infatti, le più munite piazzeforti siciliane, che i normanni dovranno espugnare nella seconda metà dell'XI secolo durante la guerra di conquista, saranno le stesse città e kastra del thema bizantino.
L'insediamento munito siciliano del X secolo sembrerebbe presentare caratteristiche non dissimili da quello spagnolo dell'Andalus: le comunità contadine, dislocate prevalentemente in insediamenti di tipo aperto (alqerìas), in caso di pericolo avrebbero potuto usufruire per la propria difesa e per quella dei raccolti dei siti/rifugio (hisn/husun) con gradi diversi di fortificazione. Il castello islamico, quindi, avrebbe una destinazione diversa dal castello normanno in quanto non è sede di una guarnigione né di una residenza signorile, bensì rifugio per gli abitanti del contado. Uno degli episodi che sembra abbia avuto grande influenza sull'incastellamento islamico in Sicilia è il molto discusso rescritto del califfo fatimide Al Mu'izz del 966-967. Egli comandò ai suoi ufficiali siciliani di “edificare in ciascun distretto una città fortificata con una moschea delle adunanze ed un minbar e di obbligare la popolazione di ogni distretto a soggiornare nella città non permettendo che vivessero sparpagliati nelle campagne”, pertanto l'emiro siciliano Ahmad “si affrettò ad eseguire così fatte disposizioni” inviando “per tutta l'isola degli shuyukh che vegliassero a far popolare e munire [le città di provincia]” (An Nawayri).
Quest'ordine che trovava la sua giustificazione militare nell'allarme suscitato dallo sbarco del 962 ad opera dei Bizantini e dalla sollevazione della Val Demone (Sicilia nord-orientale), di fatto avrebbe eliminato l'abitato sparso (il casale) a vantaggio degli abitati difesi ed eminenti, unici poli d'insediamento all'interno di vaste aree rurali pressoché deserte. Il problema per gli storici e gli archeologi è di capire fino a che punto ed in qual misura questo rescritto sia stato attuato, dal momento che a tutt'oggi le fonti archeologiche sui castelli e sui casali d'età islamica sono piuttosto scarse e che l'esistenza dei casali nella Sicilia musulmana sarebbe attestata dalle fonti scritte. L'unica testimonianza archeologica di una fortezza musulmana sarebbe stata individuata nella prima fase del castello di Calatubo nel territorio di Alcamo, dove l'arch. R. Di Liberto ha curato un recente studio sulle murature superstiti. La studiosa avrebbe, infatti, individuato più fasi costruttive all'interno della struttura munita, la più antica delle quali apparterrebbe ad un hisn dell'XI secolo. Per il resto abbiamo scarse notizie e non verificate archeologicamente ipotesi d'impianti di fortezze in età islamica.
Concludendo, il quadro emergente dai pochi studi in corso e dalle analisi storiche sulle fonti e sui toponimi ci porta ad enucleare alcune considerazioni di carattere generale sull'organizzazione territoriale in età islamica. Emerge in primo luogo una forte continuità col passato bizantino e tardo romano col prevalere delle città portuali soprattutto nella Sicilia occidentale. Queste conoscono durante la dominazione islamica un grande sviluppo economico che investe in primo luogo la capitale Palermo.
Per quanto riguarda l'abitato rurale sono attestati sia dalle fonti scritte che dalla toponomastica numerosi costelli che mostrano una grande varietà e diversità planimetrica dovuta essenzialmente alle caratteristiche geomorfologiche dei luoghi. Infatti, non mancano come nel periodo precedente fortezze sorte in aree naturalmente protette. Al tempo stesso, un'abbondante documentazione, anche di natura toponomastica, ci presenta un paesaggio rurale caratterizzato dall'abitato aperto del casale (in arabo rahal e manzil) tipico poi dell'età normanna. In tal senso è stata avanzata l'ipotesi ancora da verificare, che la rete dei casali musulmani e quindi normanni ricalchi almeno in parte quella tardo romana e bizantina pretematica. Secondo H. Bresc, anche per la Sicilia islamica si potrebbe usare il modello insediativo andaluso, la cui base è rappresentata da distretti (aqailm), spesso corrispondenti a realtà geomorfologiche ben definite con autonomi organi amministrativi, giuridici e religiosi. Ciascuno degli aqalim è ripartito in piccole e medie unità abitative (i casali), la cui popolazione è costituita da contadini liberi, proprietari della terra che pagano un tributo. Ognuno di questi distretti aveva un capoluogo, sede di una delegazione del potere.

## Età normanna (1061-1189)
Con la conquista normanna (1061-1091) e l'introduzione del sistema feudale, il paesaggio fortificato fu radicalmente modificato. Inizialmente, gli interessi principali del nuovo governo s'incentrarono soprattutto verso le grandi città e le città nobilitate dalla presenza di un nuovo vescovado. L'organizzazione delle campagne fu notevolmente modificata rispetto al periodo precedente. Cambiano il regime della proprietà fondiaria e la condizione degli uomini che l'abitavano, appartenenti alle etnie sottomesse greche ed arabe ora ridotte in schiavitù; inoltre, caratteristica principale del casale è lo statuto d'inferiorità, la mancanza d'autonomia amministrativa e quindi la dipendenza da un abitato più importante. Alcuni indizi consentono d'ipotizzare una stretta corrispondenza tra il casale e gli originari feudi normanni. Il casale era l'unità di produzione idonea per il mantenimento di un cavaliere. Da un punto di vista archeologico non sono stati pubblicati scavi che abbiano interessato un abitato aperto, fatta eccezione per alcune note preliminari riguardanti il casale di Milocca a Milena, in provincia di Caltanissetta. In relazione con l'affermarsi di un forte potere centrale e di una non numerosa feudalità, i Normanni introducono in Sicilia il Castellum, fortilizio feudale o demaniale. Infatti, in questo periodo esistono due tipi di castello: quelli demaniali, ovvero controllati direttamente dalla corona normanna, che comprendono tutte le fortezze costruite durante la conquista o quelle di rilevante importanza strategica – la dislocazione dei castra regii demanii costituiva la base stessa della potenza e della supremazia reale – ed i castelli feudali sede di potenti famiglie, arroccate sui loro domini. I normanni operarono un'intensa attività edilizia e fecero dell'incastellamento il loro elemento distintivo. Si deve ai normanni l'intenso incastellamento dell'intera isola che fu da base ai successivi dominatori dell'isola e che tuttora rappresenta l'identità culturale del territorio e della popolazione siciliana.
Se i castelli reali primeggiano per importanza e potenza, non bisogna tuttavia sottovalutare il numero e la rilevanza dei castelli posseduti dall'aristocrazia che, seppur pochi rispetto all'incastellamento munito sui feudi del XIV secolo, costituiscono comunque una rete capillare di controllo del territorio. Esistono anche in questo periodo fortilizi vescovili e monastici, cattedrali e chiese munite. Infatti, la chiesa latina insediatasi in Sicilia al seguito dei conquistatori è una chiesa di frontiera che teme la reazione dei vinti musulmani. Inoltre la monarchia si era appoggiata notevolmente sulle gerarchie ecclesiastiche per esercitare controllo e dominare capillarmente la popolazione. Pertanto la chiesa di questo periodo deteneva un grande potere che si serviva anche di simboli esteriori per affermarsi.
Basti pensare all'architettura munita del duomo ruggeriano di Cefalù dotato in facciata di torri merlate con feritoie e di un cleristorio (stretta galleria ricavata negli spessori murari) che portava ai cammini di ronda sulla cresta dei muri che costituivano uno dei punti forti della difesa della fortezza. Anche la dislocazione topografica in un luogo alto, dominante l'abitato, è propria di un fortilizio.
Lo stesso avvenne ad Agrigento dove il vescovo Gerlando fece costruire la cattedrale nel punto più alto della città nei pressi di un castello edificato da Ruggero; o a Catania, dove il vescovo della città ne era anche il signore e la sua cattedrale aveva tutte le caratteristiche di una ecclesia munita con muros et turres; o a Palermo dove la cattedrale-fortezza voluta dall'arcivescovo Gualtiero immediatamente fuori la Galka (antica paleapoli nella parte alta del Cassaro, separata dalla neapoli mediante un muro, che nel Medioevo divenne sede del quartier generale normanno) espresse chiaramente la potenza raggiunta dal capo della chiesa metropolita in diretta concorrenza col castello reale a pochi passi.
Queste caratteristiche si ritrovano un po' ovunque nell'architettura munita religiosa siciliana di piena età normanna quale, per citare soltanto l'esempio più noto, il Duomo di Monreale che oltre a presentare tutte le caratteristiche di luogo di culto munito, finora espresse negli esempi precedenti, insieme al monastero ed al palazzo reale, dovettero essere circondati da uno spesso muro di cinta scandito da torri ed avere pertanto esternamente l'aspetto di una città fortezza. Questi accorgimenti militari nei luoghi di culto non erano soltanto giustificati dalla volontà di potenza delle gerarchie ecclesiastiche, ma da reali motivi di pericolo tanto che, durante il periodo delle rivolte musulmane, più di una volta il duomo di Monreale è stato saccheggiato. Infine non mancano esempi di architettura munita religiosa anche tra i monasteri basiliani di rito greco come quelli dei SS. Pietro e Paolo a Forza d'Agrò, San Filippo di Demenna ed il SS. Salvatore a Messina. Il castello, rispetto al periodo islamico, rappresenta il simbolo e lo strumento del nuovo potere (del re, del dominator, del vescovo) che viene esercitato in primo luogo sulle popolazioni residenti. La difesa del confine costiero contro i musulmani era esigenza di secondo piano rispetto ai pressanti problemi di organizzazione interna imposti dalla conquista. Dei castelli normanni restano molte testimonianze riconducibili secondo F. Maurici a due modelli differenti e ben identificabili: il donjon di tradizione francese, ovvero il palazzo-torre come quelli di Paternò, Adrano e Motta, ed il palazzo “aperto” di tradizione islamica come quello di Caronia.
A questi tipi ben riconducibili bisogna aggiungere tutta una serie di fortilizi minori che presentano adattamenti e tipologie differenti in stretto rapporto con la varietà delle situazioni topografiche (sono questi gli esempi di Calatrasi, Calatubo, Rocca d'Entella, Clathamet, ecc.). Sono d'età ruggeriana i castelli di Carini, Calatrasi, la seconda fase di Calatubo, ecc.
Nel corso del XII secolo la discriminazione razziale, sociale, culturale e giuridica troverà espressione nella progressiva e lentissima espulsione delle etnie sottomesse soprattutto di quelle islamiche (1189-1246) con la loro concentrazione in aree limitate e controllabili quali la diocesi di Monreale (il Val di Mazara). I centri di raccolta dei musulmani vicino a Palermo sono: Monte Iato, Entella, Calatrasi, Corleone ed il primo abitato di Segesta.
Con la repressione violenta delle comunità islamizzate del Val di Mazara sotto Federico II intorno alla metà del XIII secolo il paesaggio insediativo della Sicilia occidentale si trasforma in deserto con vaste aree spopolate e con abitati sopravvissuti perché precocemente latinizzati. Vengono distrutti e quindi abbandonati i siti ubicati nel Val di Mazara di Monte Iato, Calathamet, Entella, Partinico, Calatrasi, Platani, per citare soltanto i più noti.
Diversa la situazione nella Sicilia orientale in età federiciana, interessata da due iniziative di ripopolamento: la fondazione delle terre fortificate di Terranova (Gela) ed Augusta.